# Tavullia
Tavullia – miejscowość i gmina we Włoszech, w regionie Marche, w prowincji Pesaro i Urbino.
Według danych na rok 2004 gminę zamieszkiwało 4779 osób, 113,8 os./km².